# Прозелітизм
Прозеліти́зм (від грец. προσήλυτος — новоприбулий) — прагнення навернути якомога більше прихильників (прозелітів) якого-небудь вчення; палка відданість новоприйнятому вченню, новим переконанням.
Прозеліт (Діян. II, 10 та ін) (прибулець, чужинець) — назва дана християнами особам, наверненим з язичництва до християнства (Мф. XXIII, 15). Відповідне цьому єврейське слово перекладено в Старому Завіті словом: чужинець, мандрівник, прибулець.
Прозелитізм схвалюється не в усіх релігіях та релігійних течіях: в ендогамних етноконфесійних громадах друзів та алавітів він прямо заборонений. Але для більшості світових релігій, на тому чи іншому етапі розвитку, прозелітизм є характерним.

## За вірою

### Християнство
Багато християн вважають своїм обов'язком виконувати те, що часто називають Великим Дорученням, яке міститься в останніх віршах Євангелія від Матвія: "Тож ідіть, і навчіть всі народи, христячи їх в Ім’я Отця, і Сина, і Святого Духа, навчаючи їх зберігати все те, що Я вам заповів. І ото, Я перебуватиму з вами повсякденно аж до кінця віку! Амінь." (Євангеліє від Матвія, 28:19-20). В Діяннях апостолів та інших джерелах є кілька свідчень про те, як ранні християни виконували цю настанову, беручи участь в індивідуальних бесідах і масових проповідях, щоб поширювати Добру Звістку.
Більшість груп, які називають себе християнськими, мають організації, що займаються місіонерською діяльністю, яка повністю або частково включає в себе прозелітизм нерелігійних та людей інших віросповідань (в тому числі іноді інших варіантів християнства).
Московський Патріархат неодноразово рішуче засуджував те, що він називає католицьким прозелітизмом православних християн у Росії, і тому виступав проти католицького будівельного проєкту в Росії, де католицька громада є малочисельною. Католицька Церква стверджує, що вона підтримує існуючу католицьку громаду в Росії і не займається прозелітизмом. У 1993 році між Римо-Католицькою церквою і Православними церквами була оприлюднена Баламандська декларація про прозелітизм.

### Юдаїзм
Юдаїзм загалом не прозелітує неєвреїв. Натомість, неєвреїв заохочують слідувати законам Ноя, щоб отримати місце в прийдешньому світі. У стародавні часи, такий слухняний неєврей міг стати ґер тошав, термін все ще іноді неформально використовуваний для тих, хто прагне слідувати цим законам і долучиться до єврейського народу в прийдешньому світі.
Загалом, юдеї очікують, що перехід в юдаїзм відбувається за власною згодою. Звичайна можливість переходу проходить через шлюб, хоча існує багато людей які приєднуються через духовні чи інші особисті причини, таких людей називають «юдеями за вибором». Рабини часто знеохочують нових членів від приєднання, хоча й можуть скерувати за допомогою семінарів або особистих зустрічей тих, хто насправді зацікавлений. Ортодоксальний юдаїзм, в теорії, ані заохочує, ані знеохочує перехід. Вимоги для переходу можуть бути дуже складними, але рабини погоджуються на тривалі і щирі прохання про перехід. Сильний наголос припадає на отримання єврейського я .